# Dictionnaire occitan-français d'après les parlers languedociens
El Dictionnaire occitan-français d'après les parlers languedociens és un diccionari occità-francès. El seu autor és Loís Alibèrt. Es va publicar el 1966 a títol pòstum (Alibèrt va morir el 1959).
Aquest diccionari té un paper normatiu per a la llengua occitana, en ortografia clàssica. Tot i això, té alguns defectes importants des del punt de vista de la lexicografia. És la segona obra pionera de l'ortografia clàssica, és la continuació de la Gramatica occitana segon los parlars lenguadocians, del mateix Loís Alibèrt, publicada 1935.
És editat i reeditat per l'Institut d'Estudis Occitans (IEO).

## Gènesi
Després de la Segona Guerra Mundial, Alibèrt treballava discretament en el seu projecte de Dictionnaire occitan-français d'après les parlers languedociens. Però va morir el 1959 sense haver-lo acabat.
El diccionari es trobava, per tant, en l'estat de fitxes manuscrites. L'IEO, que havia adoptat l'ortografia clàssica fixada per Alibèrt, va manifestar el seu desig d'editar aquest diccionari però va haver de negociar amb la cunyada d'Alibèrt, que tenia el control del manuscrit i en supervisava l'edició. Tot i això, la cunyada no tenia coneixements lingüístics i va ser responsable d'un gran nombre d'errors d'interpretació del manuscrit. És sota aquestes condicions desfavorables que l'IEO va editar el diccionari d'Alibèrt, a títol pòstum, el 1966.
El diccionari d'Alibèrt té, per tant, qualitats i defectes. El «Diccionari ortografic, gramatical e morfologic de l'Occitan» de Josiana Ubaud (2011) conté la llista de d'errors (prop de 800), que s'han repetit tots en alguns uns diccionaris recents.

## Les qualitats
- Un gran nombre de mots van ser inventariats per primer cop el 1966 amb l'ortografia clàssica que Alibèrt havia fundat amb la seva gramàtica de 1935. El 1966, els qui volien aplicar l'ortografia clàssica tenien finalment, amb aquest diccionari, una llista prou important de mots que no trobaven codificats enlloc més.
- És la base de la major part dels lèxics i diccionaris occitans que s'han publicat des de 1966.
- És una eina de treball que ha servit de referència útil, des de 1966, per a una quantitat considerable d'obres literàries, de revistes, de treballs normatius, de cursos, de textos de cançons i de produccions de tota mena.
- Així, malgrat els seus defectes, el diccionari d'Alibèrt ha contribuït a estabilitzar una gran quantitat de mots de l'occitan.

## Els defectes
Els defectes següents són trets de les anàlisis citades en bibliografia. Són anàlisis científiques que parteixen dels criteris de la lexicografia.
- Les condicions d'edició van ser molt deficients. Els nombrosos errors d'interpretació del manuscrit, deguts a la cunyada d'Alibèrt, no s'han corregit mai, ni en la primera edició de 1966, ni en les reedicions ulteriors. Els errors poden consistir en lletres confoses (u per n...), en passatges que falten dins els articles, en confusions sobre la categoria gramatical, en interpretacions abusives, etc. Un dels errors més rellevants és el mot dimars (escrit amb s en la gramàtica d'Alibèrt), que va passar per error a dimarç* amb ç* en el diccionari de 1966.
  - La lexicografa Josiana Ubaud, que treballa al GIDILÒC, va proporcionar a l'editor, l'IEO, una llista de correccions, però l'IEO no l'ha tinguda en compte en les reedicions.
  - Josiana Ubaud, a la pàgina web del GIDILÒC, va publicar una versió informatitzada i corregida del diccionari d'Alibèrt.
- El diccionari d'Alibèrt, sense dir-ho, es basa essencialment en el contingut d'un altre diccionari, Lou Tresor dóu Felibrige de Frederic Mistral, una obra de gran qualitat en grafia mistralenca, basat sobre el provençal però que representa el conjunt dels dialectes occitans. El diccionari d'Alibèrt n'és una versió reduïda, limitada al llenguadocià.
- D'altres fonts han contribuït a alimentar el diccionari d'Alibèrt, però Alibèrt no en va treure prou profit i sovint no les va citar.
- Els mots no es presenten en un ordre alfabètic estricte: s'agrupen en famílies de mots, cosa que no és pràctica per trobar alguns mots.
- Hi manquen alguns mots del lèxic usual, com cantar.
- Els mots de formació culta (creats a partir del llatí i del grec) sovint no consten en el cos del diccionari. En canvi Alibèrt n'explica les regles de formació en la introducció. Per exemple: telefòn. No és un criteri pràctic.
- La categoria gramatical dels mots no s'hi indica de manera sistemàtica i completa.
- Molts noms aplicables a les persones i molts adjectius es presenten només en masculí, hi manca la forma femenina.
- La selecció de la forma referencial (en negreta) i la indicació de les variants no referencials (en cursiva), segueixen criteris que no sempre són clars. Hi ha greus contradicccions.
- Un mateix mot, segons les seves variants, pot trobar-se tractat en dos articles diferents.
- La traducció en francès és plena d'incoherències:
  - Els diferents sentits sovint no són separats de manera sistemàtica i coherent.
  - Moltes traduccions són incompletes. Poden ser versions mal abreujades de la traducció del diccionari de Mistral.